# حارة لكمة السواد (صنعاء)

تعديل مصدري - تعديل

حارة لكمة السواد هي إحدى حارات حي السواد بضواحي الأمانة مديرية سنحان وبني بهلول، بلغ تعداد سكانها 832 نسمة حسب تعداد اليمن لعام 2004.